# Croton pulegiodorus
Croton pulegiodorus är en törelväxtart som beskrevs av Henri Ernest Baillon. Croton pulegiodorus ingår i släktet Croton och familjen törelväxter. Inga underarter finns listade i Catalogue of Life.